# Kajmany (wyspy)
Kajmany – wyspy w Ameryce Środkowej na Morzu Karaibskim. Obejmują 3 wyspy (Wielki Kajman, Cayman Brac i Mały Kajman) o łącznej powierzchni 264 km². Liczą 56 732 mieszkańców, z czego połowa żyje w stolicy. Terytorium zależne Wielkiej Brytanii. Główne miasto - George Town. 90% żywności pochodzi z importu, a głównymi źródłami dochodu są turystyka oraz usługi finansowe.

## Historia
Archipelag został odkryty przez Krzysztofa Kolumba 10 maja 1503 roku, gdy ten wracał ze swojej czwartej wyprawy do Ameryki. Przez błąd sternika okręt Kolumba, zmierzający na Espaniolę (Haiti), zboczył zbytnio na północ, gdzie dostrzeżono niewielkie wyspy, na których roiło się od zielonych żółwi. Ze względu na wielką liczbę żółwi morskich Kolumb nazwał wyspy „Tortugas”. Dzisiejszą nazwę nadał im korsarz angielski sir Francis Drake w roku 1586, takim bowiem mianem mieli określać archipelag zamieszkujący pobliską Jamajkę Karaibowie. Według innej wersji, 15 lat po Kolumbie inny żeglarz, Ponce de Leon, pomylił nowo odkryte wyspy z łańcuchem raf i mielizn (zwanych tu cayos) ciągnących się na południe od Florydy, na których spotykano wiele kajmanów (tj. dzisiejszych Florida Keys), i tak je określił w swej relacji. To z kolei wprowadziło w błąd ówczesnych kartografów, którzy nadali archipelagowi dzisiejszą nazwę.
Wyspy nie były wówczas zamieszkane. Były jedynie schronieniem dla coraz liczniejszych na Morzu Karaibskim piratów i poławiaczy żółwi. Dopiero około roku 1660 osiedliła się tu grupa dezerterów z armii brytyjskiej, którzy założyli pierwszą stałą osadę.
Pierwsze lata osadnictwa były trudne, a status niepewny. Jednak w 1670 roku archipelag został uznany za posiadłość brytyjską podporządkowaną gubernatorowi Jamajki. Dochód - i to czasami spory – przynosiła rozbiórka wraków statków, które weszły na liczne rafy wokół wysp. Według legendy za uratowanie przed wejściem na rafy flotylli dziesięciu okrętów brytyjskich król Jerzy III zwolnił Kajmany od płacenia podatków. Wyspy do 1962 roku zarządzane były z Jamajki a potem stały się odrębną kolonią.

## Geografia[4]
Kajmany są nizinnymi wyspami, których podłoże budują wapienie, a krajobraz pozbawiony jest urozmaiconej rzeźby terenu. Całkowity brak sieci rzecznej. Roślinność tropikalna, gdzie naturalną szatę stanowią lasy równikowe. Fauna należy do antylskiej krainy neotropikalnej, gdzie dominują drobne zwierzęta.
Kajmany składają się z trzech wysp: Wielki Kajman, Cayman Brac oraz Mały Kajman. Znajdują się we wschodniej części Karaibów około 740 km na południe od Miami na Florydzie i 269 km na północny zachód od Jamajki. Stolica Kajmanów George Town znajduje się na zachodnim brzegu Wielkiego Kajmana.
Wielki Kajman to największa z wysp Kajmanów, o powierzchni 196 km².
Cayman Brac leży około 143 km na północny wschód od głównej wyspy. Wyspa zajmuje powierzchnię około 39 km².

### Klimat
Na wyspach panuje klimat tropikalny. 
| Miesiąc                                                                         | Sty  | Lut  | Mar  | Kwi  | Maj  | Cze  | Lip  | Sie  | Wrz  | Paź  | Lis  | Gru  | Roczna |
| ------------------------------------------------------------------------------- | ---- | ---- | ---- | ---- | ---- | ---- | ---- | ---- | ---- | ---- | ---- | ---- | ------ |
| Średnie temperatury w dzień [°C]                                                | 28.2 | 28.6 | 29.1 | 29.9 | 30.7 | 31.6 | 32.2 | 32.2 | 31.7 | 31.0 | 29.6 | 28.6 | 30,3   |
| Średnie dobowe temperatury [°C]                                                 | 24.0 | 24.4 | 24.7 | 25.8 | 26.8 | 27.7 | 27.9 | 27.9 | 27.8 | 27.1 | 25.9 | 24.9 | 26,3   |
| Średnie temperatury w nocy [°C]                                                 | 19.8 | 20.2 | 20.3 | 21.7 | 22.8 | 23.7 | 23.6 | 23.6 | 23.8 | 23.2 | 22.2 | 21.2 | 22,2   |
| Opady [mm]                                                                      | 52   | 38   | 35   | 32   | 151  | 158  | 147  | 150  | 222  | 219  | 154  | 71   | 1429   |
| Średnia liczba dni z opadami                                                    | 7    | 6    | 6    | 4    | 10   | 12   | 12   | 14   | 16   | 15   | 12   | 9    | 123    |
| Średnie usłonecznienie [h]                                                      | 248  | 232  | 279  | 300  | 279  | 240  | 279  | 248  | 240  | 248  | 210  | 217  | 3020   |
| Źródło: World Weather Information Service, weather2travel.com (nasłonecznienie) |      |      |      |      |      |      |      |      |      |      |      |      |        |

## Demografia
Na Kajmanach jest więcej zarejestrowanych przedsiębiorstw niż mieszkańców wysp w związku z niskimi podatkami. W połowie 2011 roku na Kajmanach szacowana liczba ludności wynosiła około 56 000  i jest mieszanką ponad 100 narodowości. Z tej liczby około połowa to osoby pochodzące z wyspy. Około 60% ludności stanowią osoby mieszanego pochodzenia. Po 20% stanowią biali i czarnoskórzy, 20% to imigranci o różnym pochodzeniu etnicznym. Wyspy są prawie wyłącznie chrześcijańskie, z dużą liczbą baptystów, prezbiterian i katolików, ale również można znaleźć żydowskie, muzułmańskie i hinduskie społeczności. Zdecydowana większość ludności mieszka na wyspie Wielki Kajman (Grand Cayman), a reszta na wyspach Cayman-Brac i Mały Kajman (Little Cayman). Stolicą Kajmanów jest George Town, na południowo-zachodnim wybrzeżu wyspy Wielki Kajman.
Populacja według dystryktów

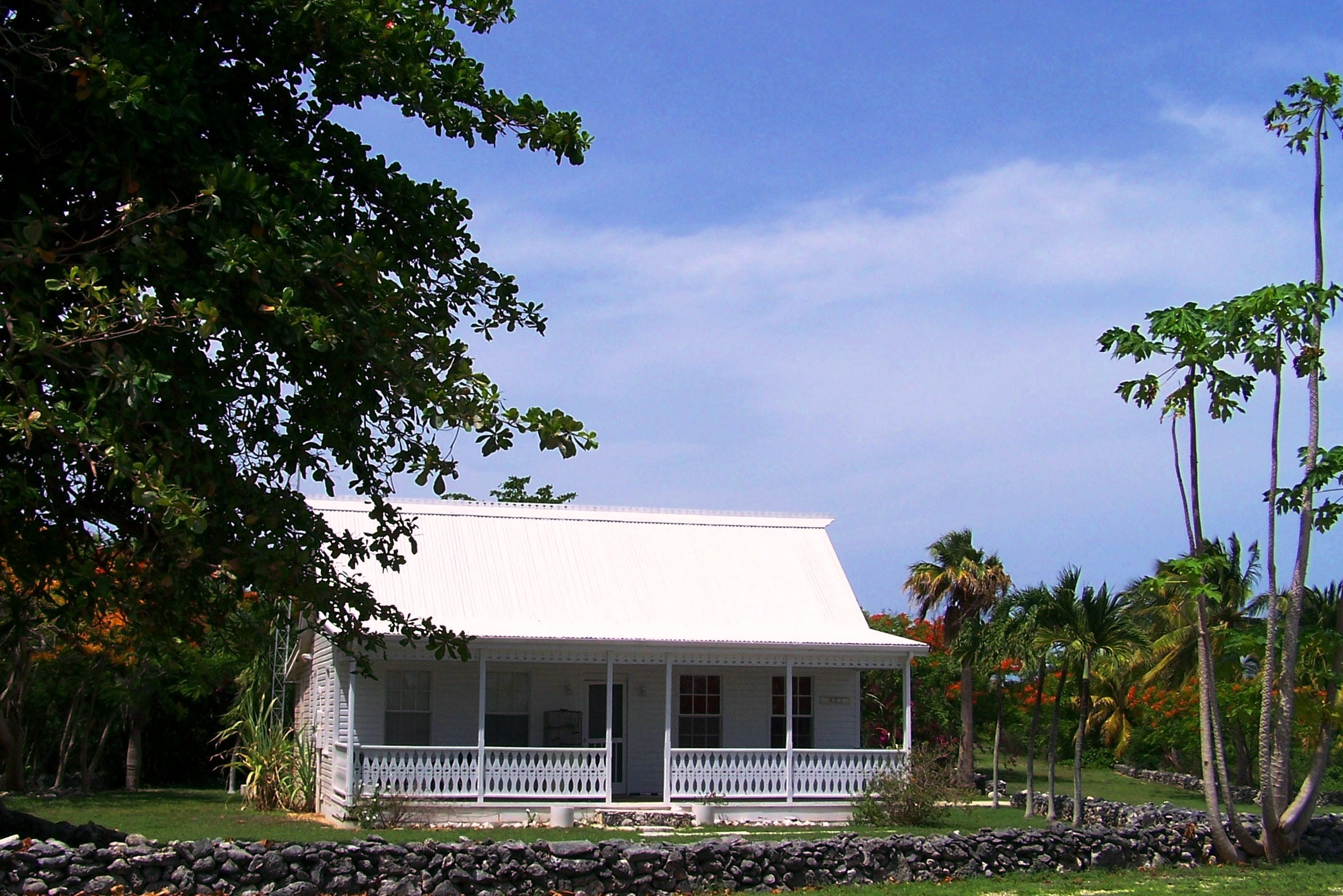
Tradycyjny kajmański dom w East End, Wielki Kajman

Zgodnie ze spisem ludności z 2010 roku szacowana liczba stałych mieszkańców wynosiła 54 878 ludzi, mieszkających w:
- Georgetown: 27 704
- West Bay: 11 269
- Bodden Town: 10 341
- North Side: 1 437
- East End: 1 369
- Cayman Brac i Little Cayman (siostrzane wyspy): 2 277

Język
Językiem angielskim posługuje się 90,9% mieszkańców, hiszpańskim 4% a tagalskim 3,3%.

## Religia
Struktura religijna kraju w 2010 roku według CIA The World Factbook:
- protestanci – 67,8% (głównie: kalwini, adwentyści dnia siódmego, baptyści, zielonoświątkowcy i anglikanie),
- katolicy – 14,1%,  Osobny artykuł: Misja „sui iuris” Kajmanów.
- brak religii – 9,3%,
- świadkowie Jehowy – 1,1%,  Osobny artykuł: Świadkowie Jehowy na Kajmanach.
- inne religie – 7% (m.in.: żydzi, bahaiści, hinduiści, muzułmanie i mormoni[13][14]),
- niesprecyzowani – 0,7%.

## Gospodarka
Przez długi czas podstawowym zajęciem mieszkańców był połów żółwi morskich. Przetrzymywano je nawet do kilku miesięcy w specjalnych zagrodach, by potem sprzedawać je hurtem w Key West, skąd trafiały do odbiorców głównie w USA. Z czasem, wobec radykalnego spadku pogłowia żółwi, zajęli się rybołówstwem i hodowlą bydła. W XX wieku wyspy produkowały niewielkie ilości bawełny i mahoniu. Wytwarzano również maty, kosze i liny okrętowe z włókna palmowego. Powstał także skromny przemysł stoczniowy, budujący jachty. Dużą rolę w dochodach mieszkańców Kajmanów odgrywa żegluga: znaczną część męskiej ludności wyspy stanowią marynarze, pracujący na statkach pod banderami Jamajki, Panamy, Wenezueli i in. Prawdziwy rozkwit przyniosło jednak nurkowanie swobodne, a wraz z nim turystyka. W 1998 roku liczba turystów przekroczyła 400 tysięcy i ciągle wzrasta. Leżące pomiędzy Jamajką, Kubą i Jukatanem Kajmany są także atrakcyjne dla żeglarzy. Amerykanie, Kanadyjczycy i obywatele państw Unii Europejskiej nie muszą posiadać wiz.

## Emisja gazów cieplarnianych
Emisja równoważnika dwutlenku węgla z Kajmanów wyniosła w 1990 roku 0,164 Mt, z czego 0,148 Mt stanowiła emisja dwutlenku węgla. W przeliczeniu na mieszkańca emisja wyniosła wówczas 5,937 t dwutlenku węgla, a w przeliczeniu na 1000 dolarów PKB 71 kg. Od tego czasu emisje wahają się, przy czym dość duży wzrost nastąpił w 2012. Głównym źródłem emisji przez cały czas była energetyka. W 2018 emisja dwutlenku węgla pochodzenia kopalnego wyniosła 0,507 Mt, a w przeliczeniu na mieszkańca 8,135 t i w przeliczeniu na 1000 dolarów PKB 118 kg.